# Francesca Morvillo

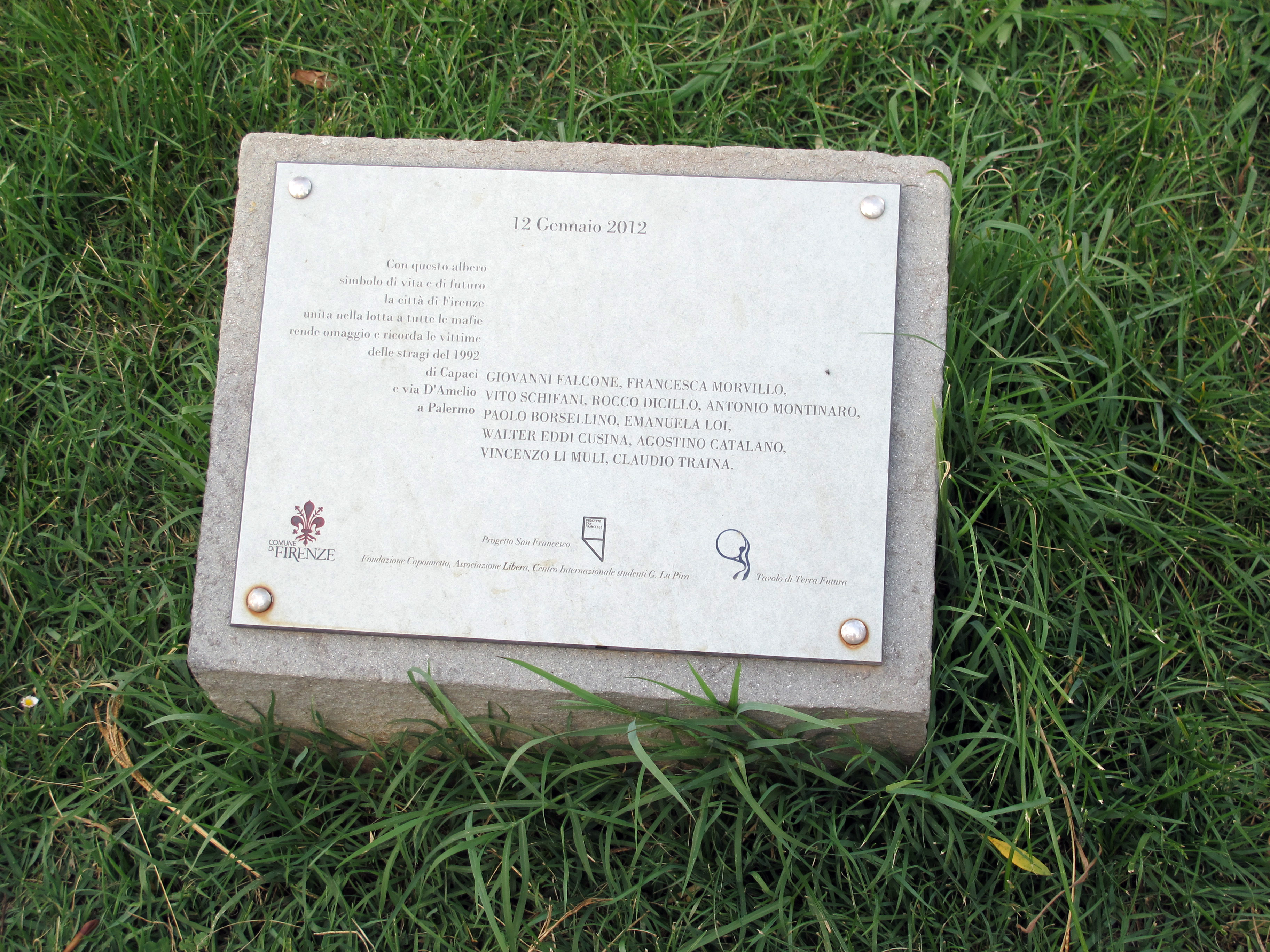
Morvillos gravsten

Francesca Laura Morvillo, född 14 december 1945 i Palermo, död 23 maj 1992, var en italiensk domare. Hon var gift med Giovanni Falcone.
Morvillo dödades tillsammans med sin make och polismännen Rocco Dicillo, Antonio Montinaro och Vito Schifani när en gigantisk sprängladdning exploderade under den väg de färdades på i närheten av Palermo.

## Biografi
Francesca Morvillo föddes i Palermo den 14 december 1945 och avlade juristexamen vid Palermos universitet den 26 juni 1967. Hennes uppsats "Rule of Law and Security Measures" belönades med priset "Giuseppe Maggiore" för bästa uppsats i kriminologi under det akademiska året 1966/1967
Morvillo valde liksom sin bror Alfredo och sin far Guido den juridiska banan. Fadern var assisterande åklagare i Palermo. Francesca Morvillo kom bland annat att verkas som domare vid rätten i Agriento, som biträdande allmän åklagare vid ungdomsdomstolen i Palermo, som ordförande vid appellationsdomstolen i Palermo och som ledamot i magistratets konkurrensdomstol.
Efter utnämningen till professor i juridik vid verkade Morvillo även vid den medicinska fakulteten vid universitetet i Palermo. Hon specialiserade sig där på juridiska barn- och ungdomsmål.
Hennes första äktenskapet slutade i separation 1979. Francesca Morvillo träffade då Giovanni Falcone, vid den tiden undersökningsdomare vid domstolen i Palermo. De vigdes i en borgerlig ceremoni i maj 1986.

## Massakern i Capaci
Ungefär klockan 18 den 23 maj 1992, nära avfarten till Capci på motorväg A29 Palermo-Trapani highway, exploderade 500 kg sprängämne när karavanen med tre bilar medförande Francesca Morvillo och Giovanni Falcone på väg från Rom till sitt hem i Palermo. Bomben hade placerats i en kulvert under vägen. Morvillo, som fortfarande levde efter explosionen, transporterades till den neurokirurgiska avdelningen på ett specialistsjukhus. Hon avled av sina skador senare samma kväll.